# Andreas Larsson (handball)
Pour les articles homonymes, voir Larsson.

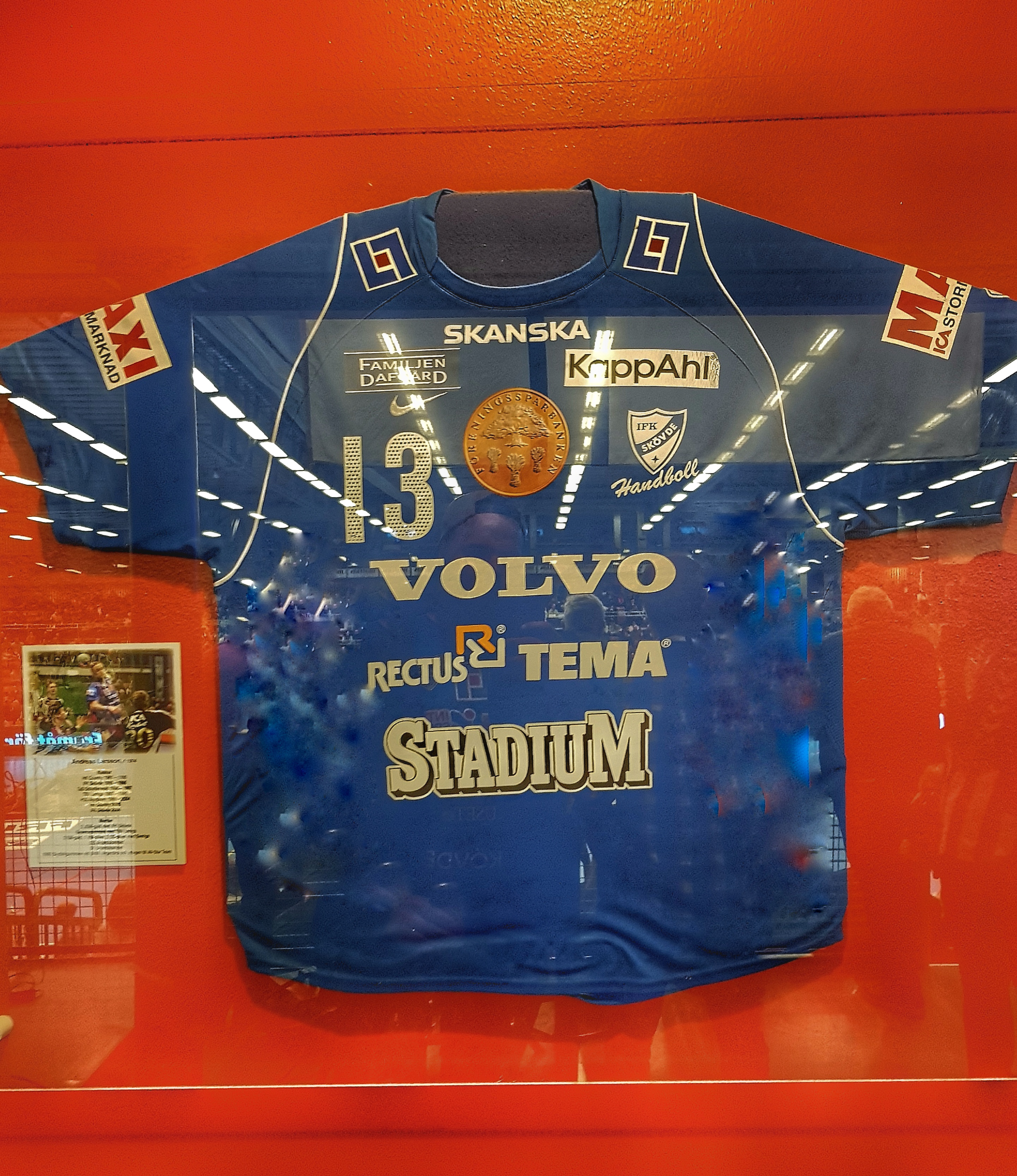
Le maillot retiré d'Andreas Larsson dans le Hall of fame de l'IFK Skövde.

Peter Andreas Larsson, né le 13 août 1974 à Locketorp (commune de Skövde), est un ancien joueur suédois de handball. Avec l'équipe nationale de Suède, il est notamment triple Champion d'Europe et deux fois vice-champion olympique.

## Palmarès de joueur

### Sélection nationale
Jeux olympiques
- Médaille d'argent aux Jeux olympiques de 1996 à Atlanta,  États-Unis
- Médaille d'argent aux Jeux olympiques de 2000 à Sydney,  Australie

Championnats du monde
- Médaille d'argent au Championnat du monde 1997,  Japon

Championnat d'Europe
- Médaille d'or au Championnat d'Europe 1998,  Italie
- Médaille d'or au Championnat d'Europe 2000,  Croatie
- Médaille d'or au Championnat d'Europe 2002,  Suède

### Club
- Vainqueur de la Supercoupe d'Allemagne en 1997
- Deuxième du Championnat d'Allemagne en 2002
- Finaliste de la Coupe d'Allemagne en 1999